# Villette Sonique

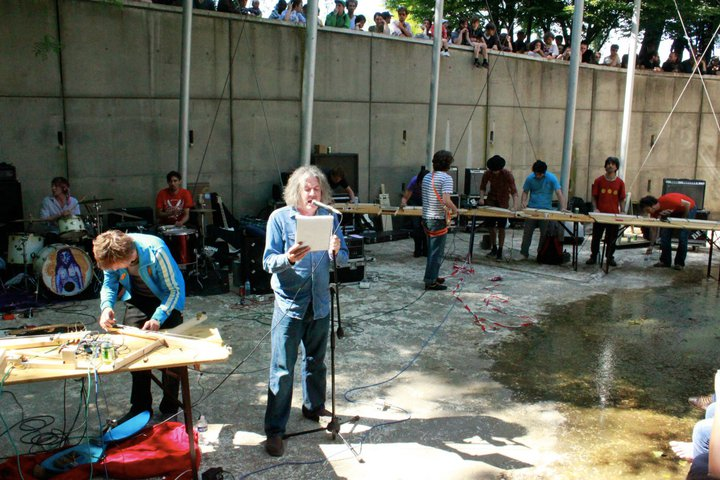
Jad Fair ao vivo no Villette Sonique 2011

Villette Sonique é um festival  de música realizado em Parc de la Villette, Paris, desde 2006.
É celebrado durante três dias no final de maio ou início de junho, e tem como objetivo divulgar as últimas tendências na música, na sua maioria independentes, particularmente do rock e pop, com a presença das bandas mais prestigiadas e DJs na cena internacional. Além de marcar o desempenho dos artistas estabelecidos, o festival oferece a possibilidade de divulgação de talentos desconhecidos do grande público.

## 2006
- Dopplereffekt, Volcano!, Food for Animals, Andrew Bird, Faust

## 2007
- Jamie Lidell, Múm, Shit and Shine, Jens Lekman, Mike Patton

## 2008
- Deerhunter, Throbbing Gristle, Devo, The Go! Team, Health, Chrome Hoof, Shellac, Melt-Banana, Mission of Burma

## 2009
- Sunn O))), Jesus Lizard, Mahjongg, Lightning Bolt, Ariel Pink's Haunted Graffiti, Black Lips, Liars, Deerhoof, Monotonix, Dan Deacon, Nisennenmondai, Liquid Liquid

## 2010
These Are Powers, Fuck Buttons, Joanna Newsom, Polvo, Arto Lindsay, Diamanda Galas, Wolf Eyes, Acid Mothers Temple, Oneida, Young Marble Giants, Owen Pallett

## 2011
- The Fall, Caribou, Half Japanese, Action Beat, Thurston Moore, Animal Collective, Glenn Branca, Yuri Landman, Suuns, James Pants.